# Delphyre brunnea
Delphyre brunnea là một loài bướm đêm thuộc phân họ Arctiinae, họ Erebidae.